# Antipathes grandis
Antipathes grandis is een Antipathariasoort uit de familie van de Antipathidae. De wetenschappelijke naam van de soort is voor het eerst geldig gepubliceerd in 1928 door Verrill.